# Ces chers disparus
 (juillet 2018).
Si vous disposez d'ouvrages ou d'articles de référence ou si vous connaissez des sites web de qualité traitant du thème abordé ici, merci de compléter l'article en donnant les références utiles à sa vérifiabilité et en les liant à la section « Notes et références ».

Ces chers disparus est une émission télévisée, réalisée par Denis Derrien et diffusée sur TF1 de 1978 à 1984,.
Le générique, illustré par James Madelon, utilise une version instrumentale de Que reste-t-il de nos amours ? de Charles Trenet.
Chaque émission est une rétrospective d'une personnalité disparue du spectacle (chanson, théâtre et cinéma).
Il s'agit d'émissions en voix off, avec extraits vidéos et témoignages, de 13 min pour les émissions réalisées de 1978 à 1980, de 45 min en 1981, puis d'une heure environ pour les réalisations ultérieures jusqu'à 1984.